# Rolde
Rolde is een dorp in de gemeente Aa en Hunze in de provincie Drenthe (Nederland), gelegen op de Rolderrug. Het is oorspronkelijk een esdorp en kent ook verschillende brinken. Het dorp ligt aan de N33 tussen Assen en Gieten.
Rolde telde op 1 januari 2023 3.710 inwoners.

## Naam
De naam Rolde is ontstaan uit Rotlo (1232), later Roetlo.  De laatste vorm sleet onder metathesis af tot Roelte, en is later in Rolde veranderd. De betekenis kan zijn: roetlo = 'rood bos', vergelijk Grolloo ('groen bos'), maar mogelijk ook roetlo = 'gerooid bos'.

## Geschiedenis
Het gebied Rolde-Balloo gold eertijds als een machtscentrum. Rolde was de hoofdplaats van Drenthe en het Rolderdingspel. Tot ver in de zeventiende eeuw speelde Rolde een belangrijke bestuurlijke rol in de Landschap. Het was een van de twee zetels van het hoogste rechtscollege, de Etstoel. Deze Etstoel, de vergadering van etten voorgezeten door de drost, kwam drie keer per jaar bijeen, twee keer in Rolde en een keer in Anloo. Ieder van de zes dingspillen vaardigde vier etten af. In 1632 werd voor het laatst in Anloo vergaderd en in 1688 in Rolde, daarna werd er in Assen vergaderd. 
Het wapen van de voormalige gemeente Rolde bestaat uit vier handen die een eedgebaar maken met daartussenin een zwaard en een kruis die de hoogste rechtmacht, de drost, verbeelden.
Rolde heeft een kerktoren die van ver te zien is, behorend bij de gotische Jacobuskerk. Het was een baken voor reizigers tussen de steden Groningen en Coevorden. De vele middeleeuwse karrensporen op het Balloërveld wijzen allemaal naar de toren van Rolde. De oorspronkelijke rechtspraak vond plaats rondom Rolde, zoals de Balloërkuil.

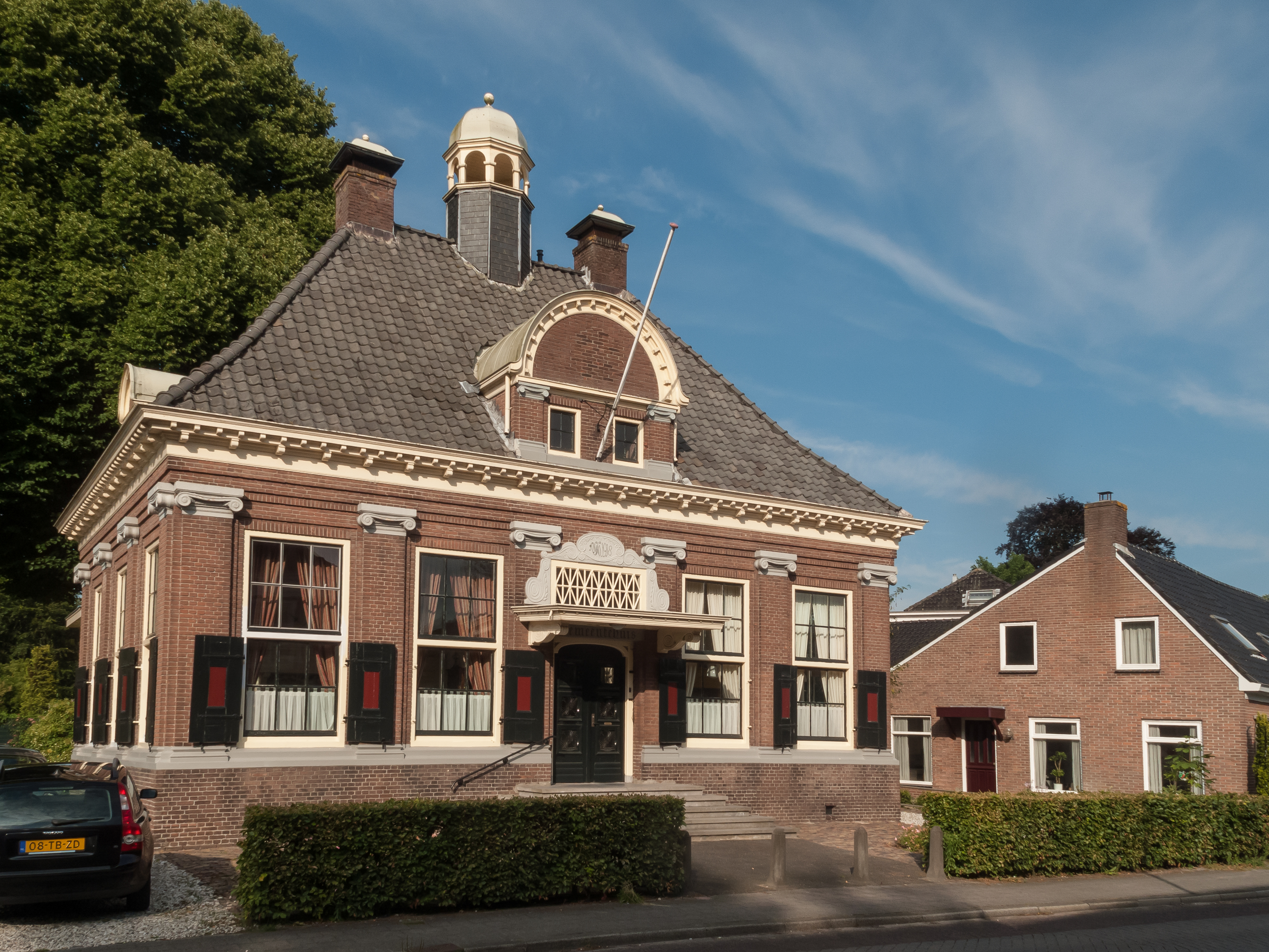
Rolde, het voormalige gemeentehuis

In Rolde liggen twee hunebedden (D17 en D18) op slechts 200 meter afstand van elkaar, en vlak bij de gotische kerk uit de 14e eeuw. Het dorp kent een paarden- en veemarkt. Rolde is een van de etappeplaatsen van het Pieterpad en ligt aan de bewegwijzerde fietsroute LF 14 Saksenroute.
Op 15 juni 1905 opende de spoorlijn van de NOLS van Stadskanaal naar Assen, waaraan ook Rolde een station kreeg. In 1947 werd de lijn voor personenvervoer gesloten. In 1972 is de spoorlijn afgebroken. Het stationsgebouw is echter blijven staan.
Tot 1998 was Rolde de hoofdplaats van de gelijknamige gemeente. Naast Rolde bestond de gemeente uit de dorpen Grolloo, Balloo, Schoonloo, Amen en de buurtschappen Ekehaar, Nijlande, Deurze, Geelbroek, Marwijksoord, Papenvoort, Nooitgedacht, Eleveld en Eldersloo.
In Rolde staat nabij een van de brinken een korenmolen uit 1873. Deze molen is op een verhoging gebouwd, maar is geen beltmolen.
De plaatselijke voetbalclub is Rolder Boys.

## Geboren
- Hendrik Homan (1796-1867), jurist en burgemeester
- Lucas Homan (1817-1874), jurist en burgemeester
- Jacobus Goedhardus Borgesius (1844-1915), burgemeester
- Lida van der Anker-Doedens (1922-2014), kanovaarster
- Iduna Paalman (1991), dichter, schrijver en columnist
- Enzo Knol (1993), vlogger

## Overleden
- Synco Reijnders (1936), burgemeester
- Albert Jonkeren (1947), burgemeester
- Harry Muskee (2011), zanger en oprichter van Cuby + Blizzards

## Foto's

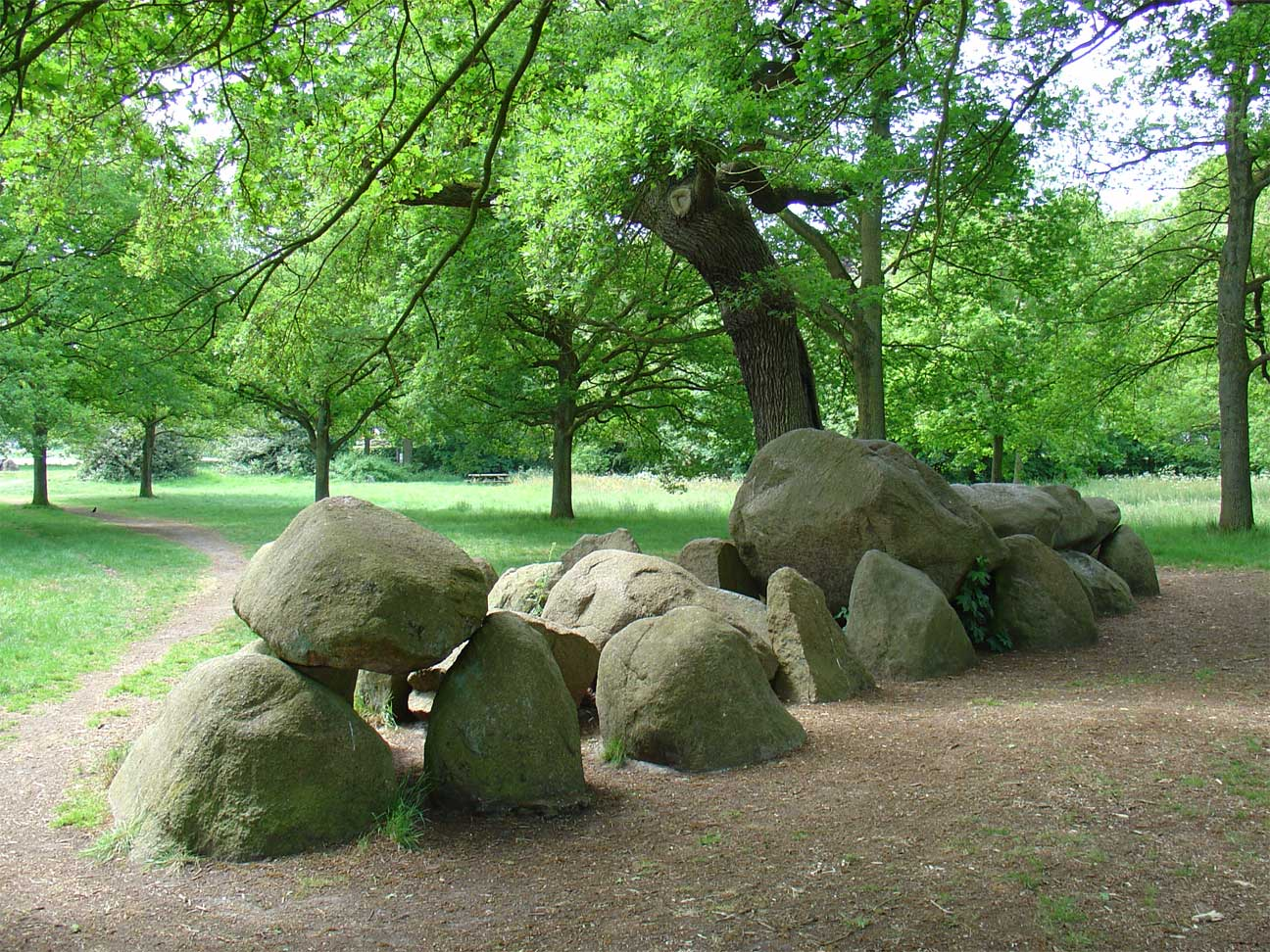
Hunebed D17
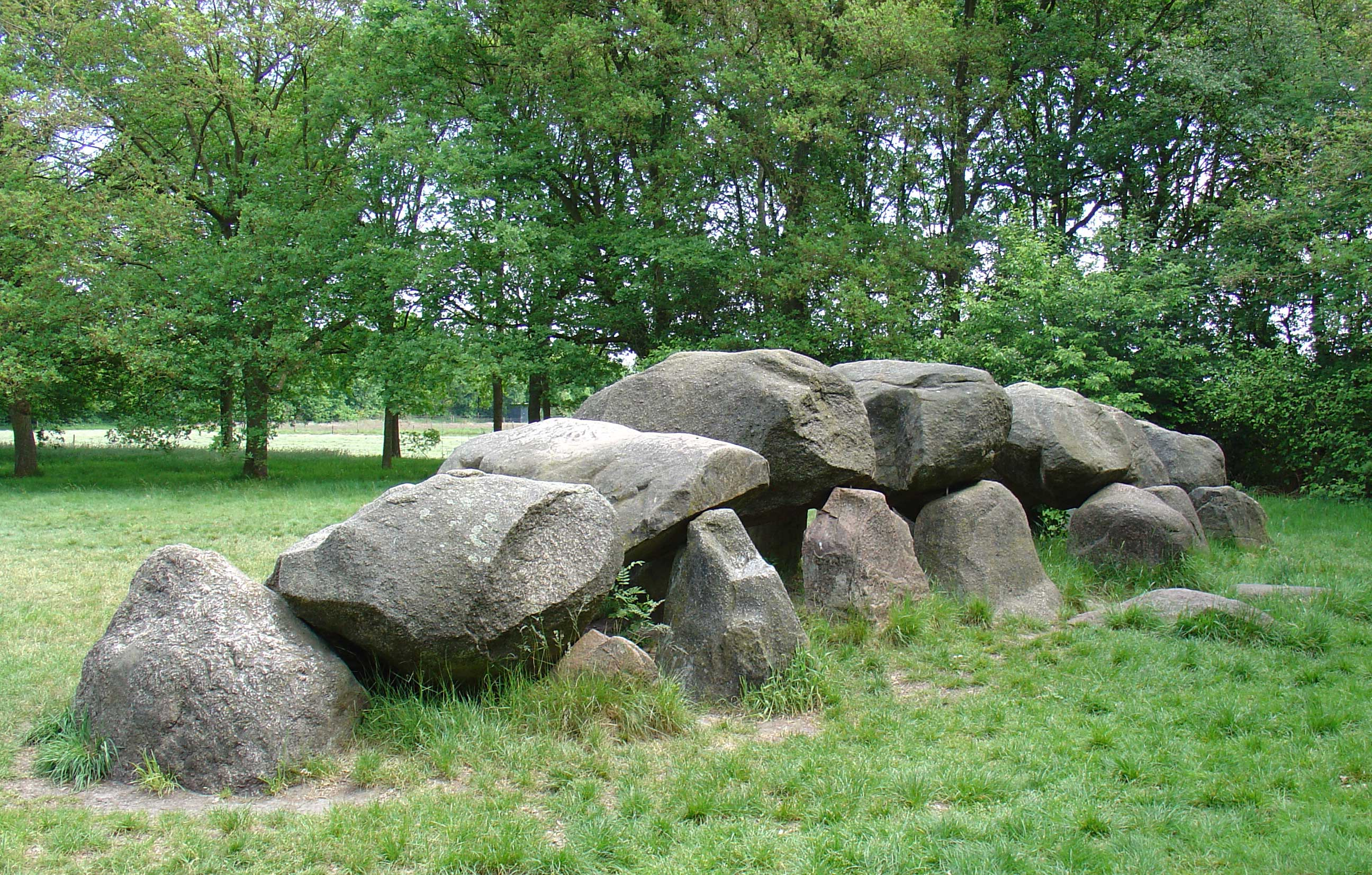
Hunebed D18
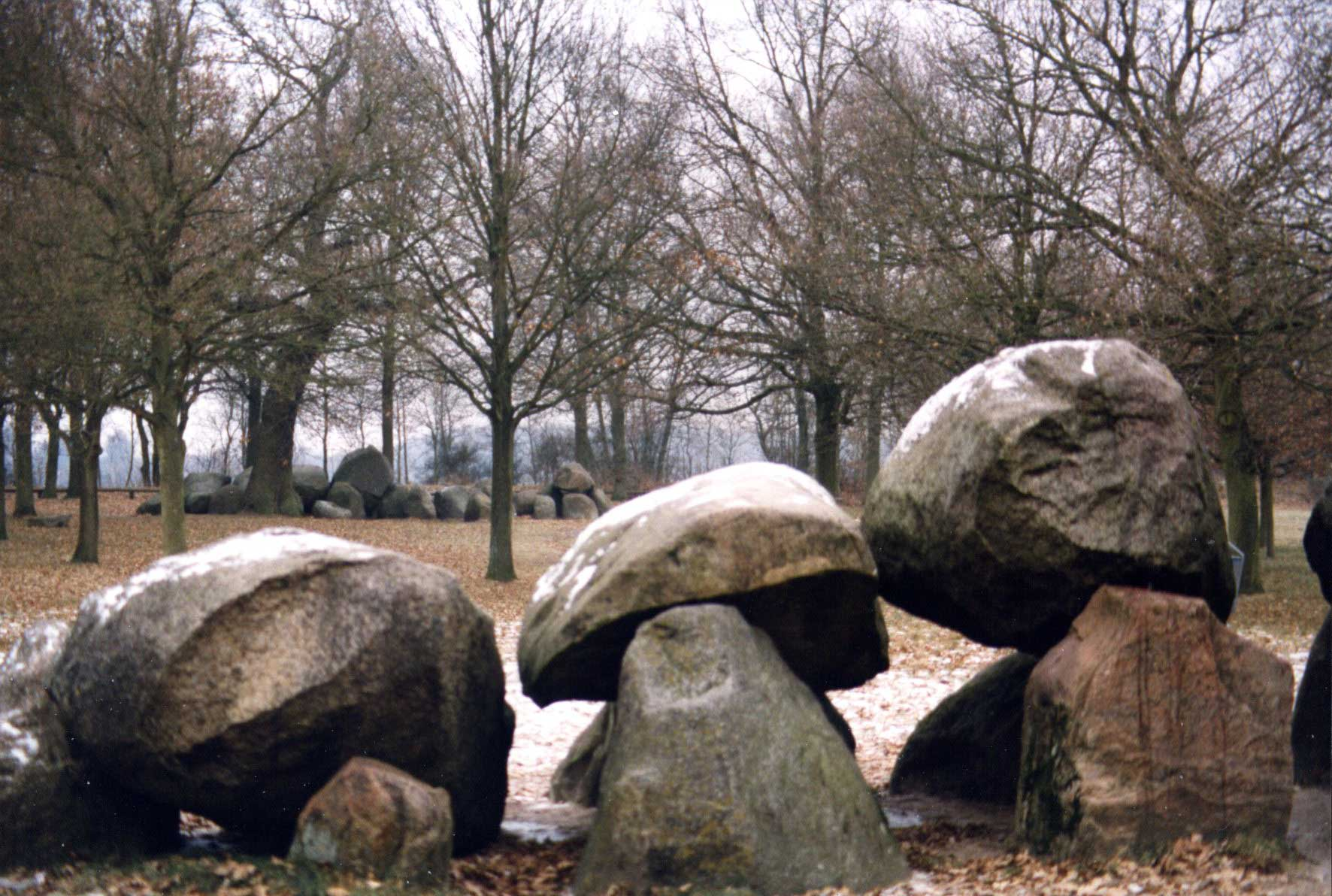
Hunebed D18 en D17